# Jansen (Nebraska)
Jansen je selo u američkoj saveznoj državi Nebraska. Prema popisu stanovništva iz 2010. u njemu je živjelo 118 stanovnika.